# アルテュール1世 (ブルターニュ公)

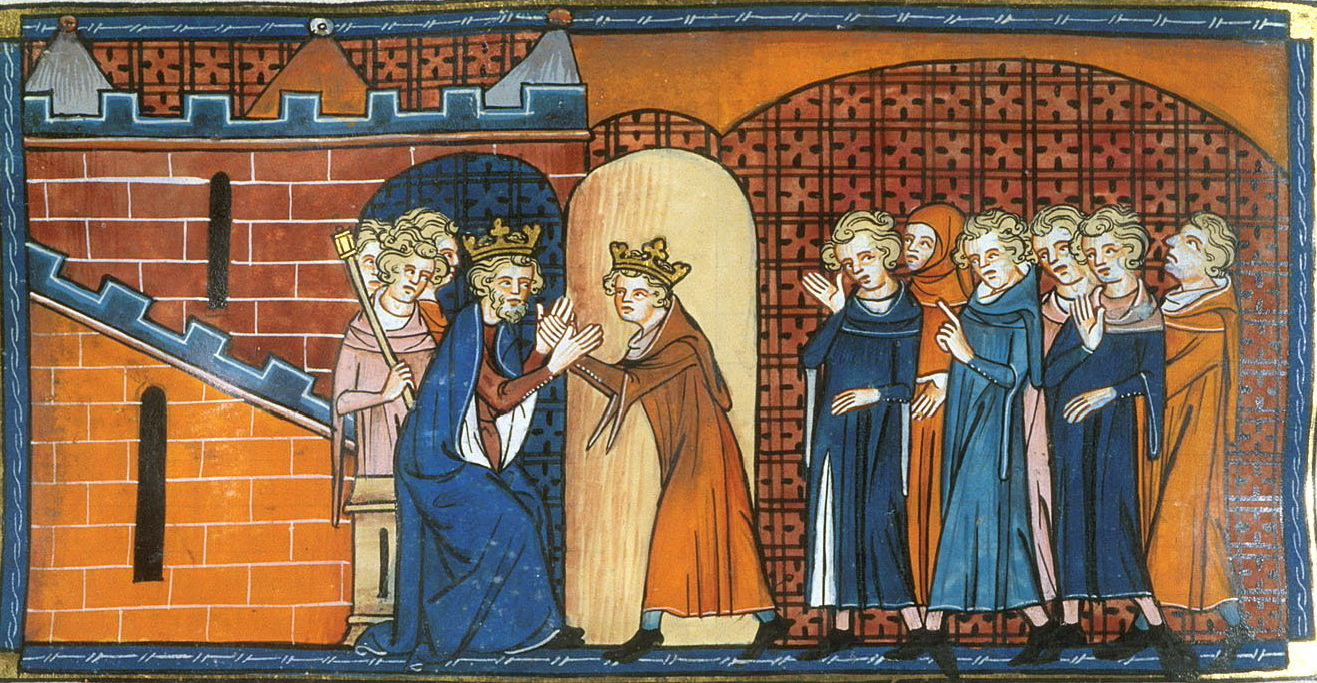
フィリップ2世に臣下の礼を取るアルテュール

アルテュール1世（Arthur Ier de Bretagne, ブルトン語：Arzhur Iañ, 1187年3月29日 - 1203年4月13日?）は、ブルターニュ公（在位：1196年 - 1203年）。イングランド・プランタジネット朝の王族で、英語名はアーサー・オブ・ブリタニー（Arthur of Brittany）。
父はイングランド国王ヘンリー2世とアリエノール・ダキテーヌの四男ブルターニュ公ジョフロワ2世（ジェフリー）。母はケルト系のブルターニュ公コナン4世の唯一の子コンスタンス。姉にアリエノール、異父妹にアリックスがいる。正式な立太子はされなかったものの、伯父リチャード1世は一時期、アルテュールを自身の後継者と考えていた。

## 生涯
1186年、アルテュールが生まれる以前、フランス王フィリップ2世がパリで開催した馬上槍試合での傷により、父ジョフロワ2世が急死する。夫の死後、その忘れ形見として出生した息子に、母コンスタンスは騎士道物語（アーサー王物語）の主人公アーサー王に因んで名前を授けた。それから、父の死の原因をプランタジネット家にあると思い嫌っていた母によりフランス宮廷で育てられたため、嫡子の無いリチャード1世の王位継承者として候補に上がったが、プランタジネット家からはフランス側と見られ警戒されていた。
その後、本来はコンスタンスがブルターニュを統治するはずだったが、1188年、ヘンリー2世はコンスタンスを、イングランドに領土をもつチェスター伯ラヌルフと再婚させた。
1191年、祖父ヘンリー2世の死後即位した伯父リチャード1世は第3回十字軍に参加、途中立ち寄ったシチリアで国王タンクレーディと叔母ジョーンの扱いを巡り衝突を起こした後和睦したが、その際タンクレーディの娘の結婚相手としてアルテュールの名を挙げ、アルテュールを自身の後継者として指名した。しかし、祖母アリエノールはアルテュールの王位継承を快く思わず、未婚の伯父に嫡子を儲けさせるため同年4月にナバラ王女ベレンガリアを娶わせ、2人は5月にキプロスで結婚した。
1196年、ブルターニュの独立を重んじたコンスタンスは、7歳のアルテュールにブルターニュ公の継承を宣言させ、かつての夫でアルテュールの父のジョフロワ4世がそうであったように、フランス王フィリップ2世と同盟関係を結ぶことにした。
ブルターニュはフランス王国内であり、ブルターニュ公はフランス王に臣従する諸侯の一つであるため、それ自体には問題はないはずであった。また、プランタジネット王家自体が元々はフランスのアンジュー伯家であって、フランスで生まれ育ったヘンリー2世やリチャード1世にしても、その治世の最大の関心事は大陸側にある領土問題であった。だが、この頃からリチャード1世とフィリップ2世の対立が深刻化し、やがて両者は戦いに突入した。
1199年、リチャード1世が嫡子のないままアキテーヌで戦死すると、フィリップ2世の干渉を憂慮したペンブルック伯ウィリアム・マーシャルらイングランドの貴族は、最終的なリチャード1世の遺言通り王弟でアルテュールの叔父ジョンの王位継承を決定した。だが、アルテュールとブルターニュの貴族は、ジョンはアルテュールの父ジョフロワ2世の弟にしかすぎず、王位を継ぐ資格はないとしてアンジェの領主ウィリアム・ド・ロッシュの手引きでアンジュー伯領を占領、大陸側のプランタジネット領諸侯の協力も得て、イングランド王位を主張した。この際、祖母アリエノールはアキテーヌを抑えジョンを支持しており、傭兵部隊をアンジューへ派遣してアルテュール一派をル・マンへ退却させた。その隙にジョンはイングランドへ渡り戴冠した。
その後も、1200年のジョンのイザベラ・オブ・アングレームとの強引な結婚からフィリップ2世がアルテュールに大陸側の領土（アンジュー・メーヌ・トゥーレーヌ）を与える事態を招くなど、両者の対立は続いたが、1202年、アルテュールはフィリップ2世のノルマンディー侵攻に乗じてミルボー城のアリエノールを捕らえようとして、逆に援軍に駆けつけたジョンの軍勢に捕らえられ、ファレーズに幽閉されてしまう（ミルボーの戦い）。
アルテュールは初めファレーズ、続いてルーアンの塔に幽閉されたが、翌1203年4月に消息不明となった。4月13日にジョンの指示によって塔から出されて船に乗せられ、セーヌ川にて船上でウィリアム・ド・ブラオスに暗殺されたのだという噂が流れた。ジョンがアリエノールへ送った4月16日付の手紙で暗殺を仄めかす文が書いてあった、ブラオスが1210年頃にフランス宮廷へ逃げ込んで事件を自白したという話が語られ、真相は不明だが、このことによってイングランド・大陸側双方の貴族たちにジョンに対する失望が強まり、やがてフィリップ2世による大陸側のプランタジネット家領の没収へと繋がっていくのである。